# جکلین آگیلرا
 جکلین آگیلرا (انگلیسی: Jacqueline Aguilera؛ زادهٔ ۱۷ نوامبر ۱۹۷۶) یک مانکن (فرد) اهل ونزوئلا است. 